# Westermannia immaculata
Westermannia immaculata is een vlinder uit de familie visstaartjes (Nolidae). De wetenschappelijke naam van deze soort is voor het eerst geldig gepubliceerd in 1961 door D.S. Fletcher.
De soort komt voor in tropisch Afrika.